# Huta (powiat ostrowski)
Huta (1939–1945 niem. Erzhagen) – wieś w Polsce,położona w województwie wielkopolskim, w powiecie ostrowskim, w gminie Odolanów, przy drodze powiatowej Odolanów-Antonin, ok. 10 km na południowy zachód od Ostrowa Wlkp., nad Olszówką i Baryczą.
| SIMC    | Nazwa    | Rodzaj    |
| ------- | -------- | --------- |
| 0205009 | Chałupki | część wsi |
| 0205015 | Harych   | część wsi |
| 0205021 | Szmata   | część wsi |
| 0205038 | Żuraw    | część wsi |

Przed 1932 rokiem wieś położona była w powiecie odolanowskim, W latach 1975–1998 w województwie kaliskim, w latach 1932–1975 i od 1999 w powiecie ostrowskim.